# Chery Tiggo 3
El Chery Tiggo es un crossover del segmento C producido por el fabricante chino Chery desde el año 2005. Es un cinco puertas con motor delantero transversal. Se ofrece con tracción delantera o a las cuatro ruedas, y con una caja de cambios manual de cinco marchas o una automática de cuatro marchas. Los motores a gasolina fueron en un principio de cuatro cilindros en línea y cuatro válvulas por cilindro: un 1,6 litros de 109 CV, un 1,8 litros de 127 CV, un 2,0 litros de 125 CV, y un 2,4 litros de 129 CV. En la actualidad sólo se fabrica con el 1,6 de 126 hp a 6000 rpm y un par motor de 160 Nm a 3900 rpm, además de un 2,0 litros creado por Chery con 138 hp y un par motor de 180 Nm a 4000 rpm
El Tiggo tiene similitudes de la carrocería a rivales japoneses como el Toyota RAV4. La versión Tiggo 2 (Grand Tiggo) es una copia del Suzuki Vitara de tercera generación y Tiggo 3 es una copia del Suzuki Vitara de cuarta generación.  Este automóvil cuenta con radio con reproductor de CD, lunas eléctricas, cierre centralizado, LED de encendido automático, neblineros delanteros y traseros y aros de aleación. Tiene un nivel medio de seguridad ya que lleva doble airbag, barras laterales en las puertas, parachoques con sistema de absorción de impacto y frenos ABS.
Desde fines de 2007, el Tiggo se ensambla en la fábrica de Oferol, ubicada en Barra de Carrasco, Canelones, Uruguay. El proyecto es un acuerdo entre Chery y el Grupo Socma, cuyo objetivo es vender el modelo en el Mercosur en el mediano plazo. Para poder exportar el Tiggo a Argentina y Brasil sin aranceles, el porcentaje de piezas provenientes de la región pasará de 30% a 50% en dos años. Ahora en el año 2010 Chery-Socma presentó un proyecto para triplicar la producción de vehículos en la planta de Oferol, llevando la producción de 6000 vehículos al año a cerca de 20000 unidades al año en un corto/mediano plazo y luego llevar a la planta a una producción a 40000 unidades anuales a largo plazo.
También, el 16 de enero de 2009 fue presentado un proyecto para la construcción de una planta ensambladora de Chery, en Argentina. La misma tendría ubicación en la Provincia del Chaco, y surgiría de un convenio entre los Gobiernos Nacional y Provincial, y el grupo Chery-Socma, representante de la marca en ese país.

## Generaciones

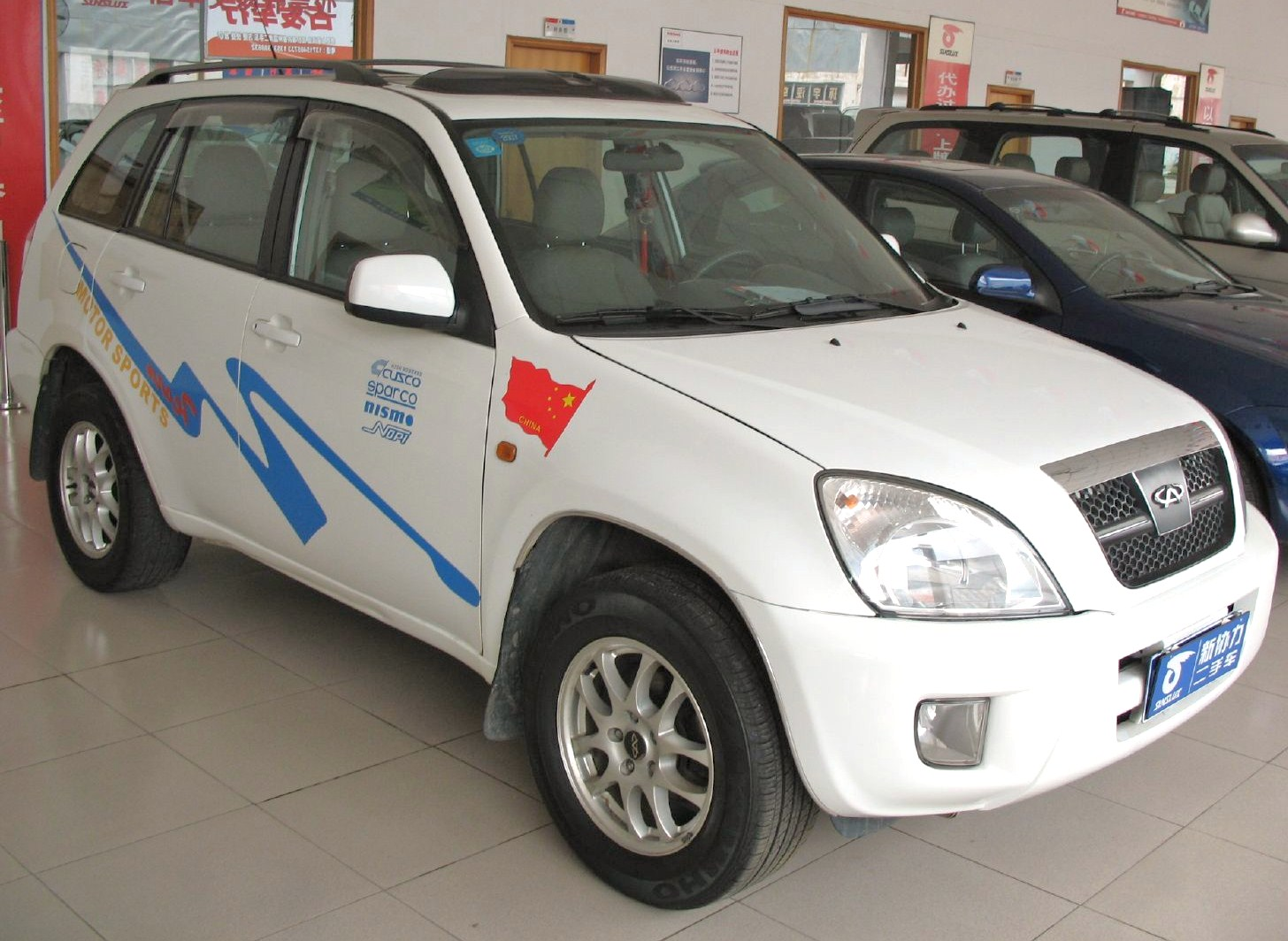
Primera generación
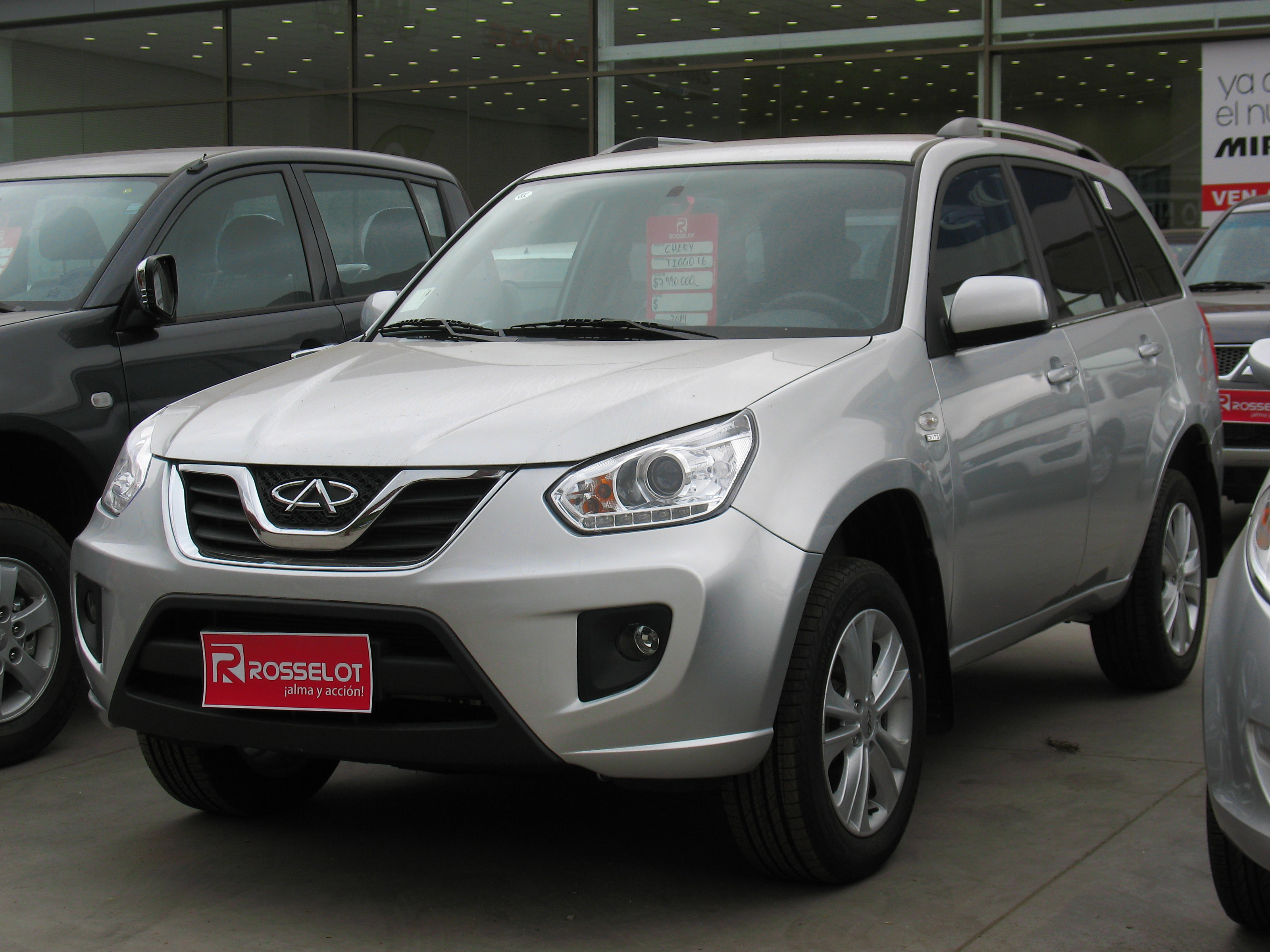
Segunda generación
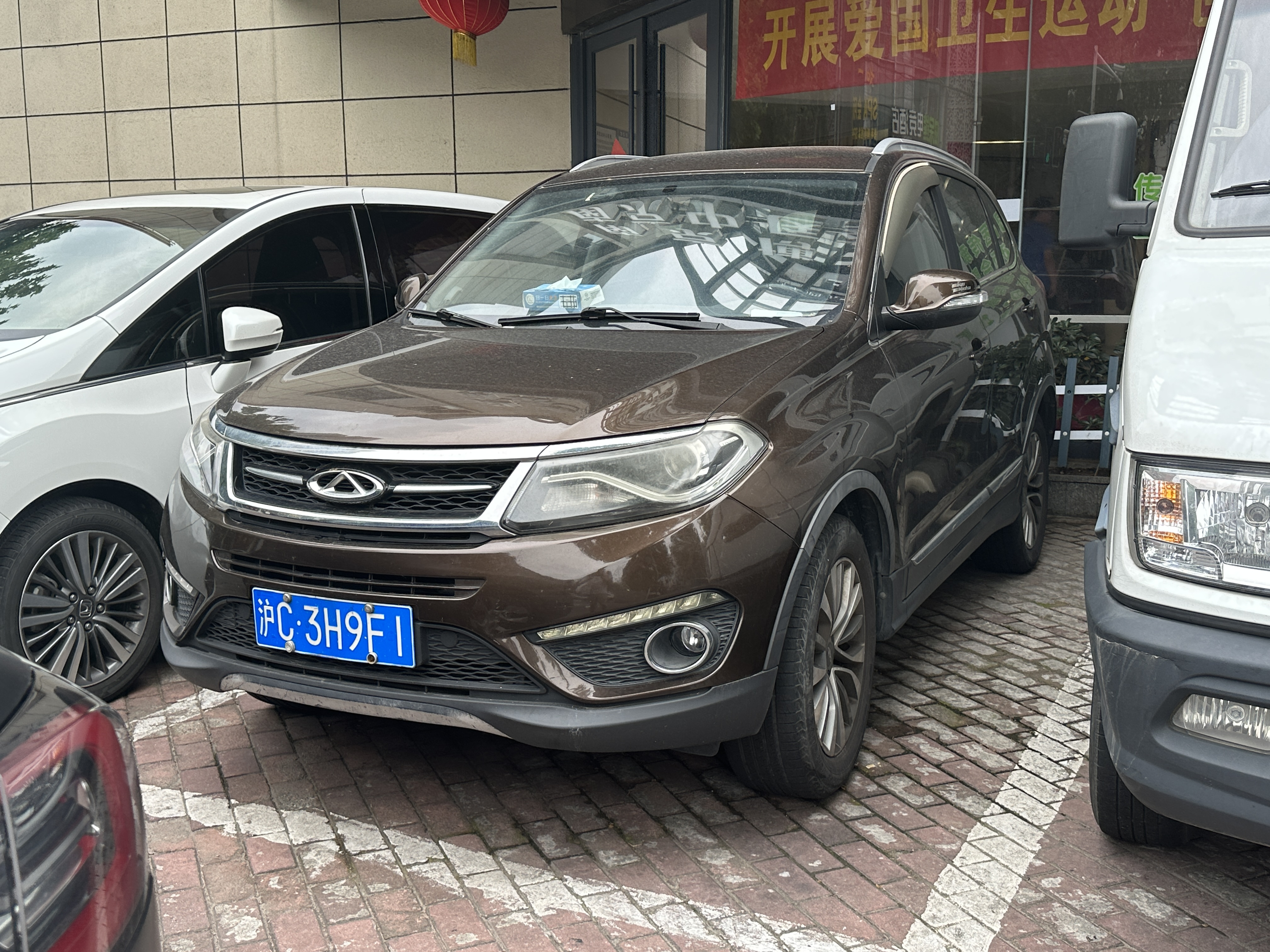
Tercera generación
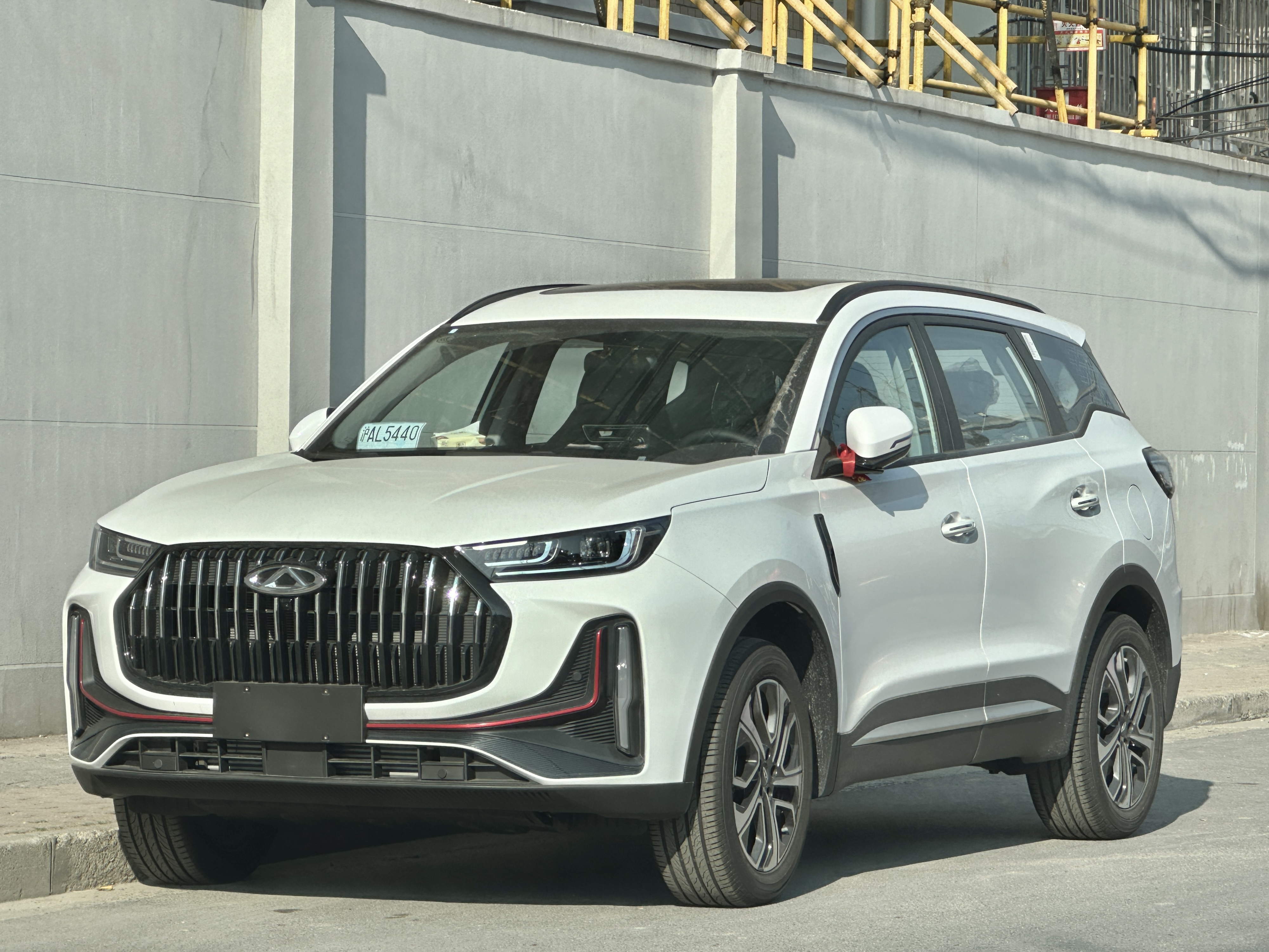
Cuarta generación

## Seguridad
El Tiggo 3 en su versión Latinoamericana más básica recibió una calificación de 0 estrellas para adultos y 1 estrella para niños de Latin NCAP en 2019 (protocolo obsoleto).